# Hamnøya
Ne doit pas être confondu avec Hamnøya (Bømlo).

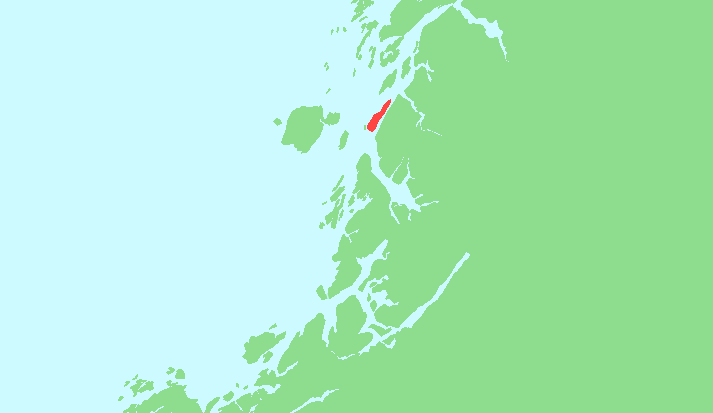
Localisation de Hamnøya

Hamnøya est une île norvégienne des îles Lofoten, située dans la municipalité de Vevelstad du comté de Nordland. Elle se trouve à 30 km au nord du port de Brønnøysund, à l'est de Skjelva fyr et au nord-est de Sandnessjøen. 
Sa superficie est de 16,4 km2 et sa population de 64 habitants. L'île dispose d'une partie nord plate, et d'une partie sud montagneuse.